# Microdytes mazzoldii
Microdytes mazzoldii là một loài bọ cánh cứng trong họ Bọ nước. Loài này được Wewalka & Wang miêu tả khoa học năm 1998.